# レンポ (小惑星)
レンポ (47171 Lempo) は、海王星と2:3の軌道共鳴をしている太陽系外縁天体であり、外縁天体では初めて確認された「三重小惑星」である。アメリカ合衆国アリゾナ州のキットピーク国立天文台で、1999年10月にルイス＝グレゴリー・シュトローガーが Low-Z 超新星捜索プログラムで撮影した画像をエリック・P・ルビンシュタインが調べている時に発見された。2002年9月に小惑星番号47171として登録された。
2001年12月8日にチャドウィック・トルヒージョとマイケル・E・ブラウンがハッブル宇宙望遠鏡 (HST) で撮影した画像から衛星が発見され、S/2001 (1999 TC36) 1（後にS/2001 (47171) 1）という仮符号が与えられた。主星の直径が約400kmと推定されていたのに対し、衛星の推定直径は約140kmと比較的大きかった。2017年にパハ (Paha) と名づけられた。
2006年にJohn Stansberryらにより主星自体が近接した2個の天体からなる二重小惑星である可能性が指摘され、2007年と2009年のHSTによる観測で確認された（ただし、2つの天体の距離はHSTの回折限界の半分しかないため伸びた像として観測された）。小惑星の衛星の命名規則によれば、中央の2個のうち小さい方は S/2009 (47171) 1 などとなるはずだが、複数の観測チームの報告があったためにすぐには仮符号は決定されず、観測チームは2個をそれぞれA1とA2、外側の1個（S/2001 (47171) 1）をBと呼んでいた。全体の質量は (12.75±0.06) ×1018 kg、“B”単独での質量は 0.746 ×1018 kg と推定されている。2017年にA1とA2はレンポ (Lempo) ・ヒーシ (Hiisi)と名づけられた。
| 名前   | 直径 (km)  | 軌道傾斜角（度） | 離心率 | 軌道長半径 (km) | 公転周期（日） |
| ------ | ---------- | ---------------- | ------ | --------------- | -------------- |
| レンポ | 286+45 −38 | -                | -      | -               | -              |
| ヒーシ | 258+41 −35 | ?                | ?      | 867             | 1.9            |
| パハ   | 135+22 −18 | ?                | ?      | 7,640 ±460      | 50.38 ±0.5     |

2個以上の衛星を持つ外縁天体には準惑星の冥王星（5個）とハウメア（2個）があるが、冥王星の第1衛星カロン以外の衛星の直径はいずれも主星の6分の1以下しかなく、これほど大きさの近い3個の天体からなる系が見つかったのは初めてである。
スピッツァー宇宙望遠鏡とHSTで行われた観測ではこの系の密度は非常に小さく、氷が緩く積み重なっているか、あるいは岩石で出来た密度の大きい核の周りを多孔性の殻が取り巻いていると考えられる。
冥王星を含む複数の外縁天体の探査を目的とした宇宙探査機ニュー・ホライズンズが2006年に打上げられる前、計画主任のアラン・スターンはバックアップ用の2号機を作る必要性を主張し、その探査目標の候補として1999 TC36（当時）を挙げたことがある。

## 名称
レンポ (芬: Lempo) は、フィンランドの叙事詩『カレワラ』に登場する魔物で、相棒のヒーシ (芬: Hiisi) 、パハ (芬: Paha) と共に、英雄ワイナミョイネンを倒す話が伝えられている。